# Giuseppe Iannelli
Giuseppe Iannelli (fl. XVIII-XIX secolo) è stato un militare italiano. Ebbe il grado di "ajutante generale" dell'esercito del Regno di Napoli nel periodo dei re napoleonidi e fu al servizio del generale Charles Antoine Manhès; si occupò di reprimere il brigantaggio in Calabria.

## Biografia
Giuseppe Iannelli fu "ajutante generale" al di sotto del generale Charles Antoine Manhès, dell'esercito del Regno di Napoli. Insieme a Manhes, Iannelli condusse un'aspra lotta contro il brigantaggio che, agli inizi del XIX secolo, era divenuta una vera e propria piaga in Calabria (e non solo). I metodi duri, spietati e, per così dire, "illegali" di Manhes e Iannelli non furono esenti da critiche, sebbene fossero giustificabili dalla particolare efferatezza di molti dei briganti.
La particolare durezza delle azioni dei due ufficiali e, in generale, dell'esercito rientrava nel progetto di sradicare il brigantaggio e garantire il commercio e la prosperità. Tale azione "chirurgica", però, aveva il grosso limite di non comprendere le motivazioni del brigantaggio e di non risolvere il problema alla radice.
Secondo quanto riportato dallo stesso Iannelli nel suo resoconto, fu sua l'idea di "rendere deserta la campagna nel tempo della viva persecuzione". In tal modo, infatti, sarebbero mancati i viveri ai briganti e sarebbero usciti dai loro ripari. Tale strategia si rivelò poi efficace nel caso del brigantaggio calabrese. Inizialmente adottata dal general Cavaignac, venne in seguito abbandonata da quest'ultimo con una sua circolare del 22 marzo 1810. Arrivato al comando il tenente generale Manhès il 1º ottobre 1810, Iannelli ebbe maggiore potere, tanto da non avere più vincoli di alcun tipo. Sempre secondo il resoconto di Iannelli, i soldati se ne rallegrarono e l'azione repressiva nei confronti del brigantaggio si fece più intensa.
In data 17 aprile 1812, Iannelli ricevette dal re di Napoli Gioacchino Murat (con il decreto n° 1344) il titolo di barone.

## Le biografie
Nel Fonds Italiens della Biblioteca nazionale di Francia sono conservati alcuni documenti, redatti dallo (o per conto dello) stesso Giuseppe Iannelli, in cui sono riportate le informazioni biografiche e i crimini commessi da alcuni noti briganti, molti dei quali furono catturati e uccisi da Iannelli e dai suoi uomini:
- Lorenzo Benincasa;
- Paolo Mancuso, detto "Parafante";
- Giuseppe Russo, detto "il Tiranno";
- Giuseppe Rotella, detto "il Boia";
- Vincenzo Luca, detto "Zampogna";
- Francesco Moscato, detto "il Bizzarro" o "Vizzarru";
- Domenico Pasquale, Saverio e Antonio Cefali, detti "gli Azzariti";
- Angelo Rizzuto;
- Francesco, Domenico e Pietro Marinaro, detti "Rinfreschi";
- Francesco Curcio, detto "Orlandino";
- Antonio Colacino, detto "Gorigoro";
- Giuseppe Pisano, detto "il Cagno".[5]